# 達勒姆 (紐約州)
達勒姆（英語：Durham）是一個位於美國紐約州格林縣的鎮。

## 人口
根據2020年美國人口普查的數據，達勒姆的面積為127.83平方千米，當中陸地面積為127.72平方千米，而水域面積為0.11平方千米。當地共有人口2627人，而人口密度為每平方千米21人。